# Pócsa, Baranya
Pócsa (în germană Bootsch) este un sat în districtul Bóly, județul Baranya, Ungaria, având o populație de 183 de locuitori (2011). 

## Demografie
Componența etnică a satului Pócsa
     Maghiari (74,89%)
     Germani (23,83%)
     Romi (1,28%)
Componența confesională a satului Pócsa
     Romano-catolici (72,13%)
     Fără religie (5,46%)
     Reformați (4,92%)
     Necunoscută (17,49%)
Conform recensământului din 2011, satul Pócsa avea 183 de locuitori. Din punct de vedere etnic, majoritatea locuitorilor (74,89%) erau maghiari, existând și minorități de germani (23,83%) și romi (1,28%).  Din punct de vedere confesional, majoritatea locuitorilor (72,13%) erau romano-catolici, existând și minorități de persoane fără religie (5,46%) și reformați (4,92%). Pentru 17,49% din locuitori nu este cunoscută apartenența confesională.